# Amphitrite (Q159)
«Амфітріт» (Q159) (фр. Amphitrite (Q159) — військовий корабель, підводний човен типу «Діан» військово-морських сил Франції часів Другої світової війни.
Підводний човен «Амфітріт» був закладений 8 серпня 1928 року на верфі компанії Chantiers et Ateliers Augustin Normand у Гаврі. 20 грудня 1930 року він був спущений на воду. 8 червня 1933 року корабель увійшов до складу ВМС Франції.

## Історія служби
Підводний човен проходив службу в лавах французького флоту.
18 червня 1940 року через наближення військ вермахту до порту Брест «Амфітріт» разом із підводними човнами «Касаб'янка», «Сфакс», «Персей», «Понселе», «Аякс», «Сірсе», «Тетіс», «Каліпсо», «Антіоп», «Амазон», «Медузе», «Сібил» та «Орфі» евакуювався до Касабланки. Після поразки Франції у Західній кампанії весною-літом 1940 року корабель продовжив службу у складі військово-морських сил уряду Віші.
У листопаді 1940 року човен разом із підводними човнами «Сіді Феррух», «Орфі», «Медузе», «Антіоп», «Амазон», «Сібил» та «Сфакс» дислокувався в Касабланці.
У листопаді 1942 року, коли відбулася висадка союзників у Північній Африці, «Амфітріт» перебував на військово-морській базі в Касабланці (разом з підводними човнами «Сіді Феррух», «Конкеран», «Ле Тоннант», «Антіоп», «Амазон», «Орфі», «Сібил», «Медюз», «Псифі» і «Ореад»). Вранці 8 листопада французькі кораблі та підводні човни в порту потрапили під потужний артилерійський вогонь американських кораблів: лінкора «Массачусеттс» і важких крейсерів «Тускалуза» та «Вічита» і штурмовиків з авіаносця «Рейнджер». В результаті атаки «Амфітріт» затонув. На борту човна загинули три моряки.